# Xiong’an

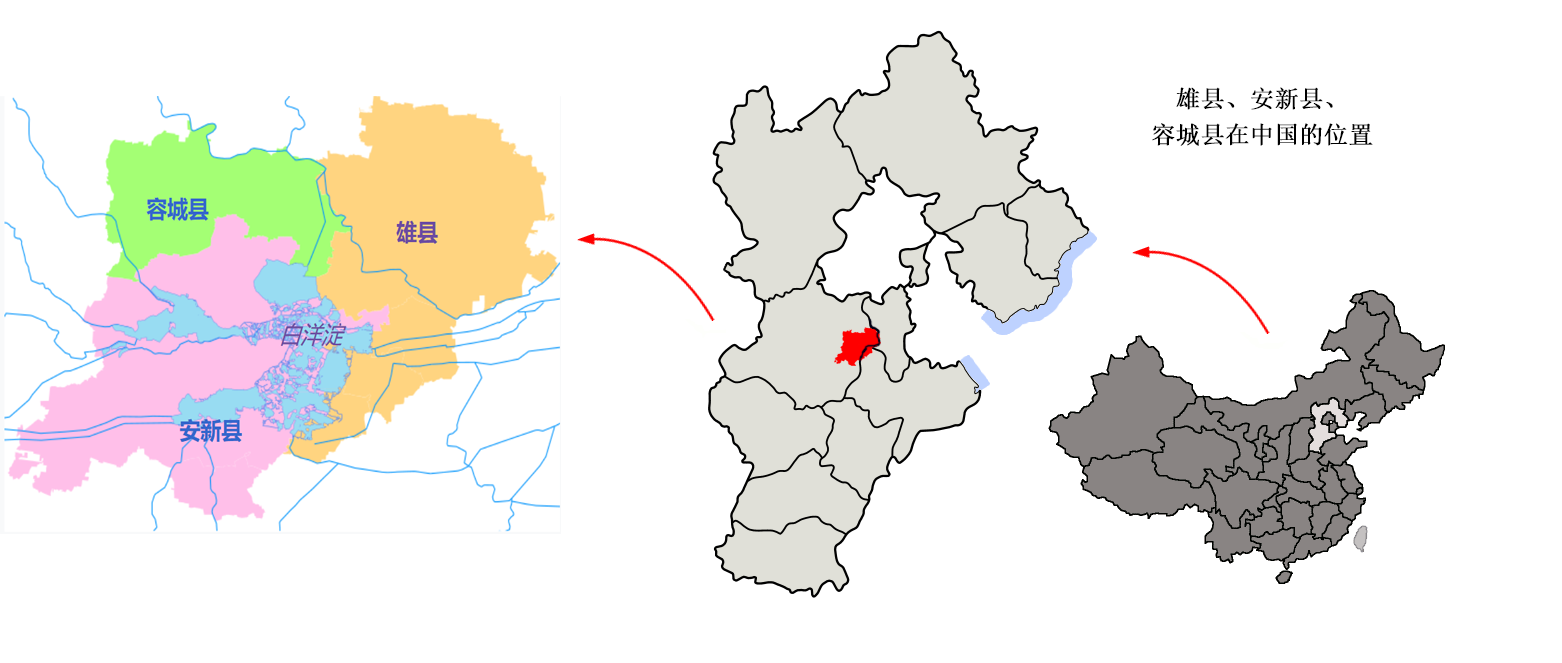
Lage des Neuen Stadtbezirks Xiong’an in der Provinz Hebei. Farblich markiert sind die Kreise Xiong (①), Anxin (②) und Rongcheng (③).

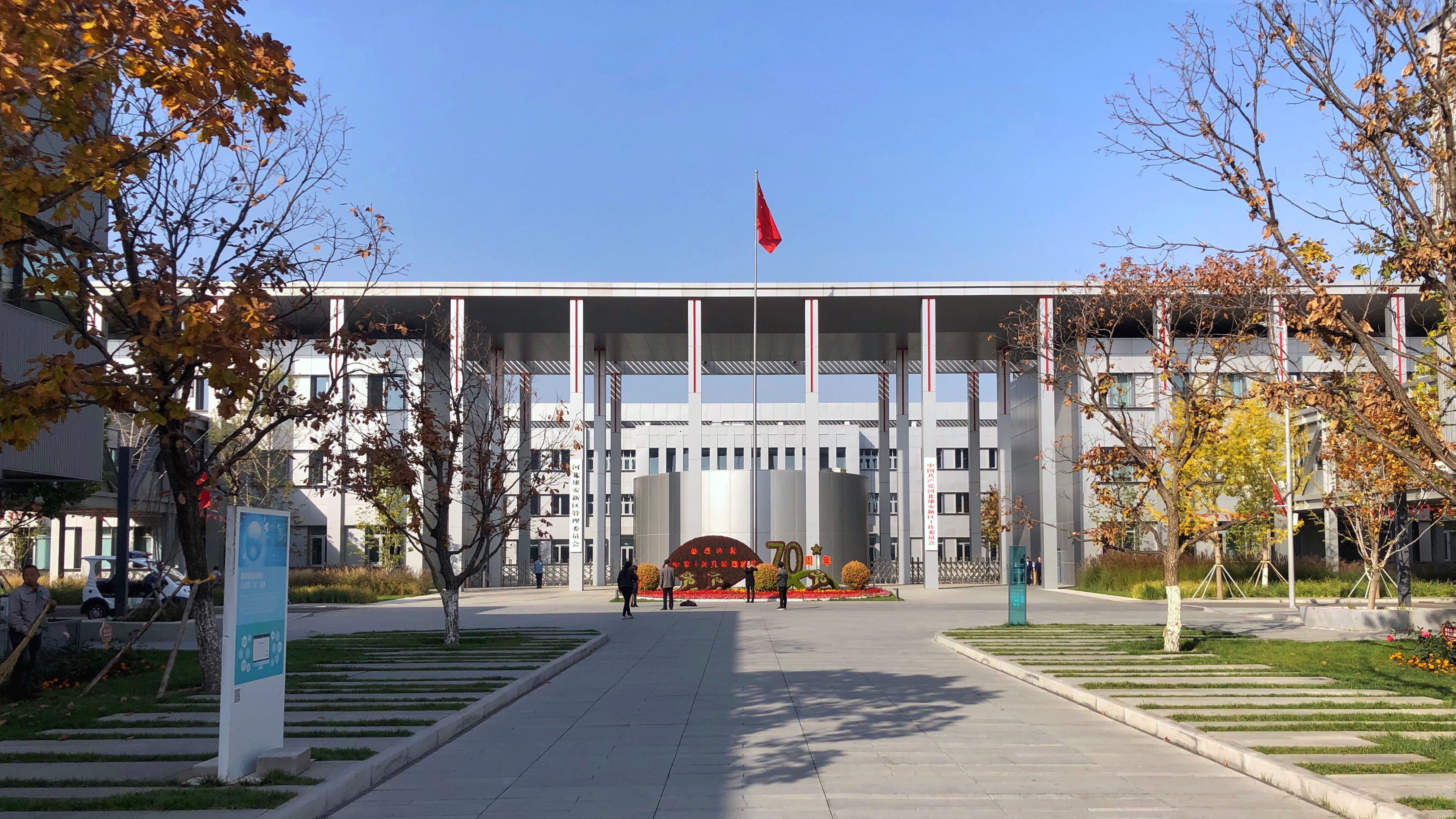
Bezirksregierung von Xiong’an.

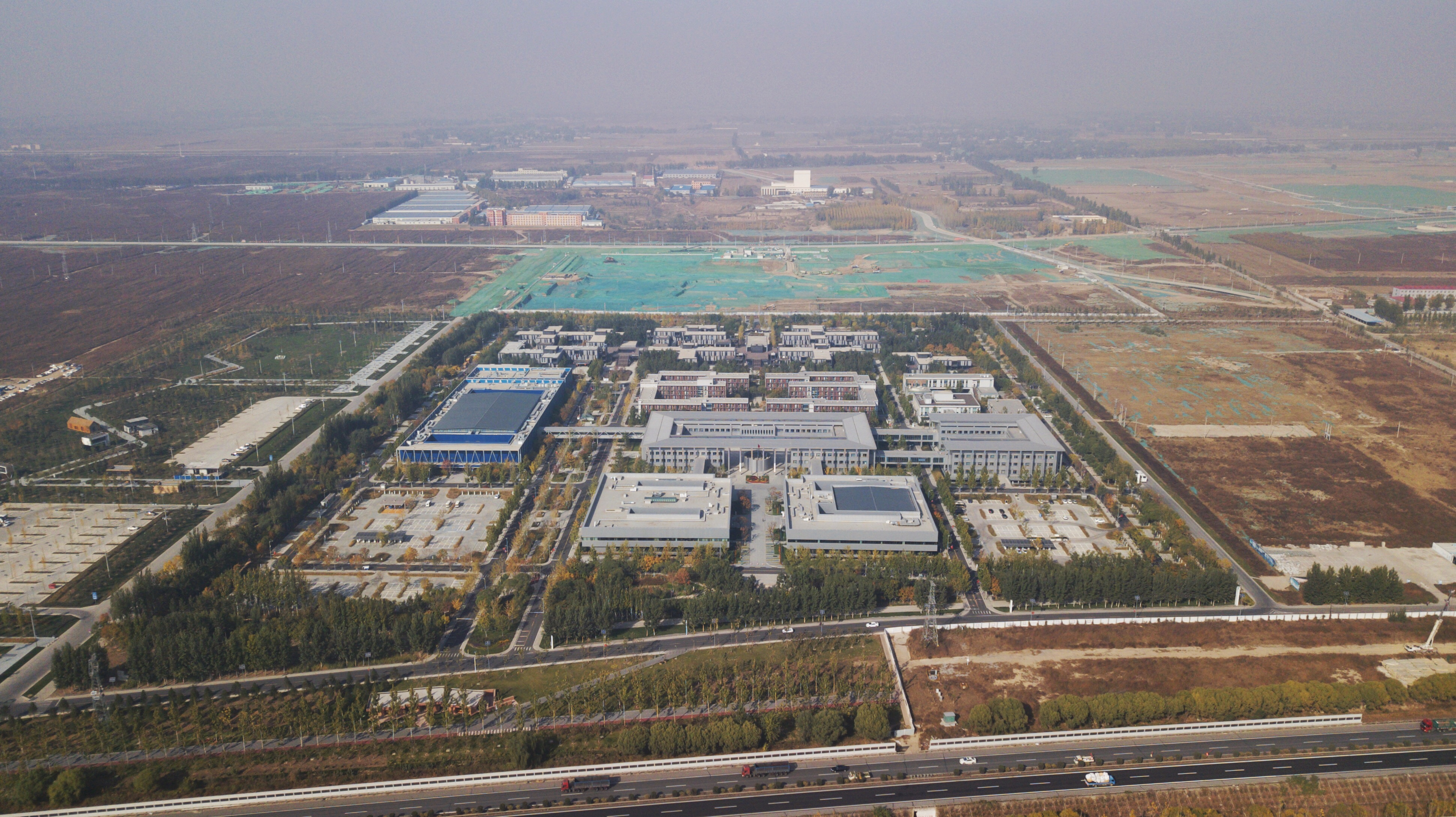
Verwaltungszentrum von Xiong’an (Stand Oktober 2019).

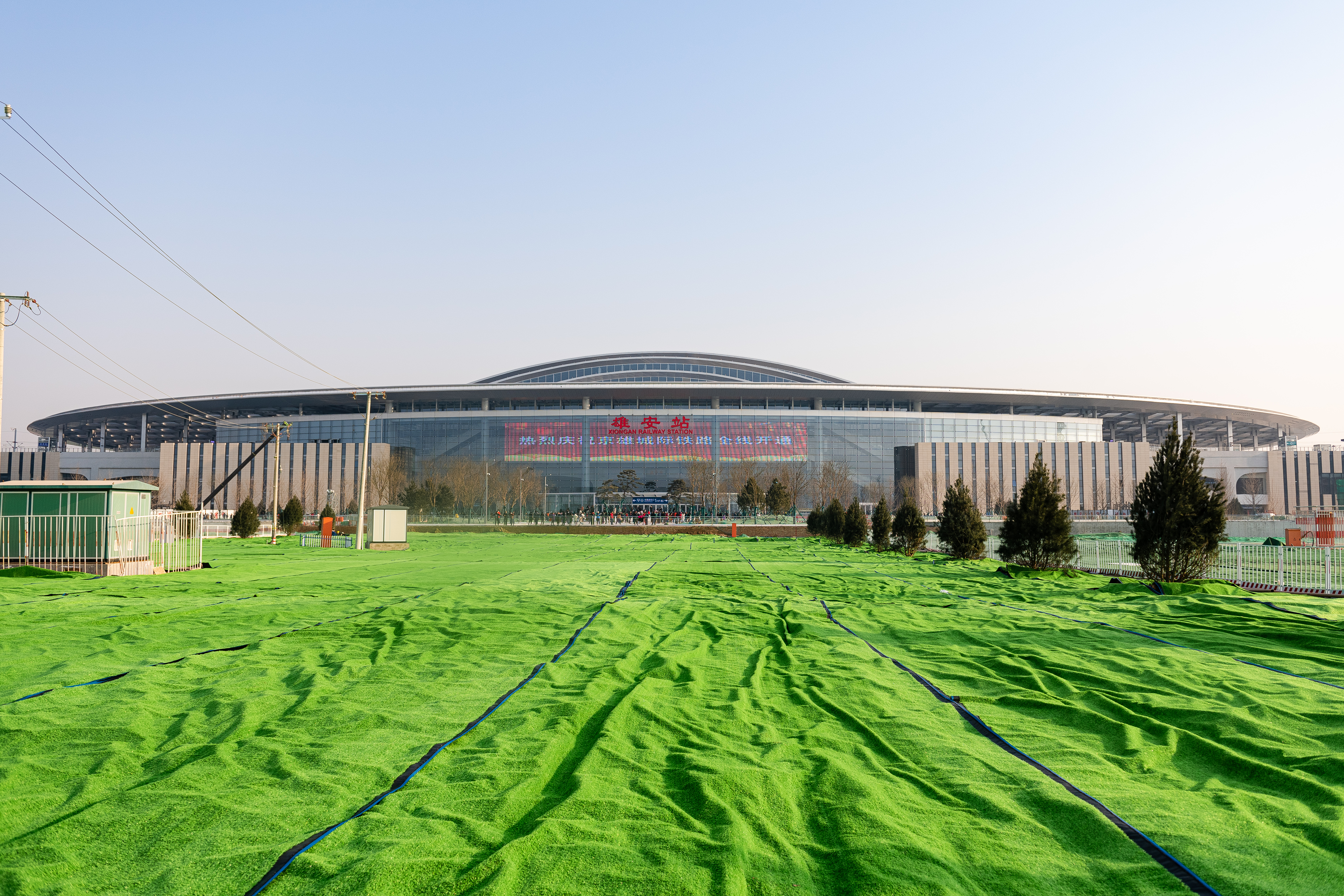
Bahnhof Xiong’an

Neuer Stadtbezirk Xiong’an (chinesisch 雄安新区, Pinyin Xióng’ān Xīnqū, englisch Xiong’an New Area) ist der Name einer Planstadt im Osten der bezirksfreien Stadt Baoding, Provinz Hebei, die seit April 2017 als Teil der Metropolregion Jing-Jin-Ji entsteht. Sie ist jeweils ca. 100 km von den regierungsunmittelbaren Städten Peking und Tianjin entfernt. Mit der Errichtung der neuen Verwaltungseinheit sollen die Kreise Anxin, Rongcheng und Xiong verschmelzen.

## Geschichte
Im März 2013 beschloss der Staatsrat der Volksrepublik China mit Zustimmung des Zentralkomitees der Kommunistischen Partei Chinas die Errichtung des Neuen Stadtbezirk Xiong’an.
Das Dokument benennt die Entlastung der chinesischen Hauptstadt Peking als einen der Hauptgründe der Initiative. Unternehmen, insbesondere im High Tech Bereich sollen sich dort ansiedeln. Es handelt sich nicht um eine Sonderwirtschaftszone, sondern um einen Neuen Stadtbezirke auf Nationaler Ebene (国家级新区). Xiong’an, der landesweit neunzehnte Stadtbezirk dieser Kategorie, folgt demselben Prinzip wie der 1992 gegründete Neue Stadtbezirk Pudong in Shanghai oder der 2010 gegründete Neue Stadtbezirk Binhai in Tianjin, die ersten beiden Neuen Stadtbezirke auf Nationaler Ebene. Die Einrichtungen werden von der am 21. Juni 2017 gegründeten Verwaltungskommission des Neuen Stadtbezirks Xiong’an (雄安新区管理委员会) geplant, die von der Provinzregierung Hebeis eingesetzt wurde und vom Staatsrat der Volksrepublik China sowie vom Büro der Führungsgruppe Jing-Jin-Ji (京津冀协同发展领导小组) Anweisungen erhalten kann. Bei der Stadtplanung sollen neue Konzepte der Urbanisierung und Nachhaltigkeit im Vordergrund stehen.
Die erste Ausbauphase des Neuen Stadtbezirks, bei der 100 km² bebaut werden sollen, wurde von der staatlichen China Development Bank mit einer Anleihe von 19 Milliarden US-Dollar finanziert.
Bereits kurz nach der Ankündigung schossen die Grundstückspreise in die Höhe.
Am 2. Januar 2021 nahm das Einwohnermeldeamt von Xiong’an seinen Betrieb auf, wo sich nicht ortsansässige Personen, die einen Arbeitsplatz in Xiong’an nachweisen können, zu registrieren haben. Mittlerweile haben sich eine ganze Reihe von Hochtechnologie-Firmen in Xiong’an angesiedelt, so zum Beispiel die am 22. April 2021 gegründete China Satellite Network Corporation, die das Nationale Satelliteninternet Chinas aufbauen und betreiben soll.